# Farabutto
Farabutto è un appellativo che sta a significare un individuo di poco conto, spregevole e fannullone, cialtrone, mascalzone, letteralmente "ladro di frodo", persona sleale e senza scrupoli e nel singolare canaglia, lestofante, gabbamondo, mascalzone, filibustiere.
È un'espressione forte; dire a qualcuno "farabutto" equivale a dire, senza falsi giri di parole: truffatore, imbroglione.

## Etimologia
È una parola mutuata dallo spagnolo faraute, con lo spostamento dell'accento portato alla dieresi, a sua volta generata dal francese hèraut, "araldo", in quanto messaggero o mediatore.
In Italia fa la sua comparsa nel XVIII secolo nel napoletano e nella locuzione dialettale frabbotto/frabbutto, delineando l'esatto contrario dell'araldo francese, come mezzano o mediocre e mezzo uomo, un personaggio intrigante e imbroglione, un uomo di malaffare e accostandosi in seguito alla traduzione dell'inglese freebooter o dall'olandese vrij-buiter, ovvero bottino libero, che con il sinonimo filibustiere descriveva i pirati associati alla filibusta.

## Gergo marinaresco
Storicamente farabutti erano considerati, in gergo marinaresco, quei marinai che vivevano alla giornata, senza né tetto, né legge e né Dio, e in seguito fu accostato al Banditismo del Risorgimento.
Tale citazione non è da considerarsi solo linguistica, per l'etimologia dell'appellativo, ma è altresì importante nel contesto storico, per via della pirateria come marineria, dalla quale essa dipende.